# 巴藏沟回族乡
巴藏沟回族乡是中华人民共和国青海省海东市平安区下辖的一个民族乡。

## 行政区划
巴藏沟回族乡下辖以下村级行政区划单位：
索家村、上星家村、巴家村、下星家村、下马家村、尔官村、李家村、河东村、清泉村、上马家村、下郭尔村、堂寺尔村和上郭尔村。